# Faustregel
Eine Faustregel (auch Faustformel, umgangssprachlich Pi mal Daumen) ist eine kurz und grob gefasste Regel zur einfachen und schnellen Schätzung eines Wertes, ohne aufwändige Berechnungen. Die Herkunft der Bezeichnung ist nicht geklärt. Das Synonym Daumenregel ist eine Lehnübersetzung von englisch rule of thumb.
Die Berechnungen, die eine Faustregel beinhaltet, sind immer so einfach, dass sie sich auch schnell durch Kopfrechnen bestimmen lassen. Die meisten Faustregeln resultieren aus Erfahrungen.
Man kann unterscheiden zwischen Faustregeln, die Erfahrungswerte kennzeichnen, ohne dass es überhaupt ein exaktes Rechenverfahren gibt, und Faustregeln, die Abschätzungen ermöglichen, wenn die exakte Berechnung zu lange dauern würde oder im Kopf nicht durchführbar wäre (Redensart „Pi mal Daumen“). Wissenschaftlich werden Faustregeln in der Kognitionswissenschaft, der künstlichen Intelligenz und der Informatik unter dem Begriff Heuristik untersucht.

## Beispiele

### Minuten bis Sonnenuntergang
Man nimmt die flache Hand mit der Innenseite zum Gesicht und streckt den Arm aus. Der kleine Finger wird auf den Horizont gelegt. Die Anzahl der Finger, die bei ausgestrecktem Arm zwischen Sonne und Horizont passen, werden gezählt. Das Ergebnis wird mit 15 Minuten multipliziert. Gilt nur nachmittags/abends und in mittleren geografischen Breiten.

### Abstandsschätzung mittels des Daumensprungs
Der Daumensprung ist eine grobe Methode zur Schätzung des Abstandes der messenden Person zu einem ruhenden Objekt, dessen Breite bekannt ist.

### Entfernung eines Blitzeinschlages
Die Faustformel (ein Drittel des Abstandes von Lichtblitz und Donner in Sekunden) für die Entfernung eines Blitzeinschlages in Kilometern ist:
{\displaystyle {\text{Entfernung}}\approx {\frac {\text{Anzahl der Sekunden}}{3}}\;\mathrm {km} }
Das Ergebnis weicht von der tatsächlichen Entfernung je nach Umgebungstemperatur ab, da die Schallgeschwindigkeit nicht exakt 1⁄3 Kilometer pro Sekunde entspricht.

### Kraftfahrzeugphysik
Eine Faustregel für den Bremsweg s (m) in Abhängigkeit von der Geschwindigkeit v (km/h) lautet
{\displaystyle {\text{Bremsweg}}\approx ({\text{Geschwindigkeit}}:10)\cdot ({\text{Geschwindigkeit}}:10)}
oder vereinfacht
{\displaystyle s\approx (v:10)^{2}}
Die Faustformel macht sich die Tatsache zu Nutze, dass der Tachometer die Geschwindigkeit in 10er-Schritten anzeigt und die Rechnung so besonders einfach wird.

### Chemie
In der Chemie wird oft (manchmal eher spöttisch) angegeben, dass alle (anorganischen) weißen Pulver etwa die Dichte 2,3 g/cm³ besitzen und alle entflammbaren Flüssigkeiten eine Dichte um 0,8 g/cm³ aufweisen.
Eher als Faustformel ist auch die Van't Hoffsche Regel gemeint, die besagt, dass die Reaktionsgeschwindigkeit einer chemischen Umsetzung sich pro 10 K Temperaturerhöhung etwa verdoppelt.

### Ökonomie
In betriebswirtschaftlichen Überlegungen kann die Pareto-Regel oder 20/80-Regel herangezogen werden, die besagt, dass in Ursache-Wirkungs-Zusammenhängen häufig bereits die zu etwa 20 % ausgeprägte Ursachenstärke 80 % der möglichen Wirkung entfaltet. Beispiele: Mit 20 % der Kunden werden 80 % des Umsatzes erwirtschaftet, 20 % der Produkte sind für 80 % der Reklamationen verantwortlich, 20 % der Fehlerursachen ziehen 80 % der Fehler nach sich, 20 % der Produktionsmittel verursachen 80 % der Kosten. Auf Basis dieser Überlegungen werden Optimierungsprozesse in der Regel auf die Hauptursachen begrenzt.

### Zinseszinsen
Die 72er-Regel besagt, dass sich der Wert einer Kapitalanlage nach 72 Jahren, geteilt durch den Zinssatz in Prozent, verdoppeln wird.
Anstatt des Zinssatzes kann auch z. B. die für die Laufzeit vermutete Inflationsrate eingesetzt werden, um den Wertverlust vorherzusagen. So würde nach der 72er-Regel ein unverzinster Geldbetrag bei 10 % Inflation in 7,2 Jahren die Hälfte seiner Kaufkraft verlieren.

### Entscheidungstheorie
Mit der 37%-Regel soll ein Zeitpunkt der Entscheidung gefunden werden, um das optimale Element zu finden.